# Jerzy V
Jerzy V, właśc. Jerzy Fryderyk Ernest Albert, ang. George Frederick Ernest Albert (ur. 3 czerwca 1865 w Londynie, zm. 20 stycznia 1936 w Sandringham) – król Zjednoczonego Królestwa Wielkiej Brytanii i Irlandii (od 1927 Wielkiej Brytanii i Irlandii Północnej) i cesarz Indii od 6 maja 1910. W czasie I wojny światowej zmienił nazwisko na Windsor, gdyż dotychczasowe o niemieckim pochodzeniu (Coburg) kojarzone było z wrogimi Niemcami. Za jego rządów w 1922 r. Imperium brytyjskie osiągnęło rozmiar 36,6 miliona km², stając się największym imperium w historii ludzkości.

## Wczesne lata życia

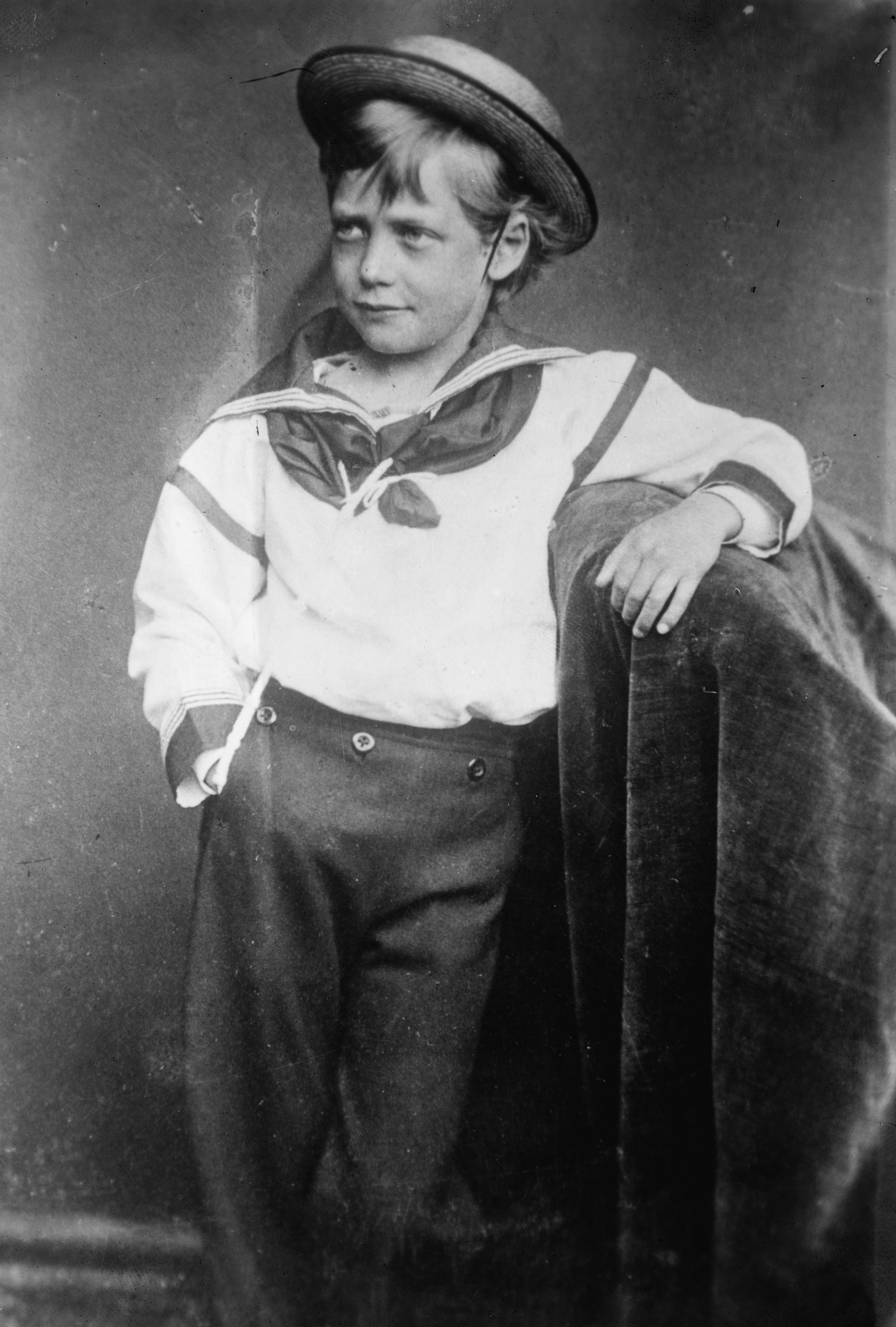
Jerzy w wieku pięciu lat

Jerzy urodził się w Marlborough House i był drugim synem Alberta Edwarda, księcia Walii, i jego żony, księżniczki duńskiej Aleksandry (córki króla – Chrystiana IX i Luizy z Hesji-Kassel). Chrzest Jerzego odbył się 7 lipca 1865 r. w zamku Windsor. Jego starszym bratem był Albert Wiktor, książę Clarence i Avondale. Chłopcy wychowywali się razem pod okiem wielebnego Daltona, proboszcza Sandringham. Obaj chłopcy nie byli zbyt inteligentni i nie osiągali sukcesów w nauce.
W styczniu 1877 r. razem ze starszym bratem rozpoczął służbę na okręcie HMS Britannia. Przez kolejne dwa lata służył jako kadet. W 1879 r. został porucznikiem marynarki i rozpoczął służbę na HMS Bacchante. 8 października 1883 r. Jerzy otrzymał dyplom kapitana marynarki. Jego kariera została przerwana w 1892 r., kiedy to dowiedział się o śmierci starszego brata. Nowe obowiązki i konieczność opuszczenia szeregów Royal Navy wpłynęły przygnębiająco na Jerzego, mianowanego w 1892 r. księciem Yorku. W 1898 r. pełnił swoją ostatnią służbę na pokładzie HMS Cressent, po czym wystąpił z marynarki.

## Małżeństwo i rodzina

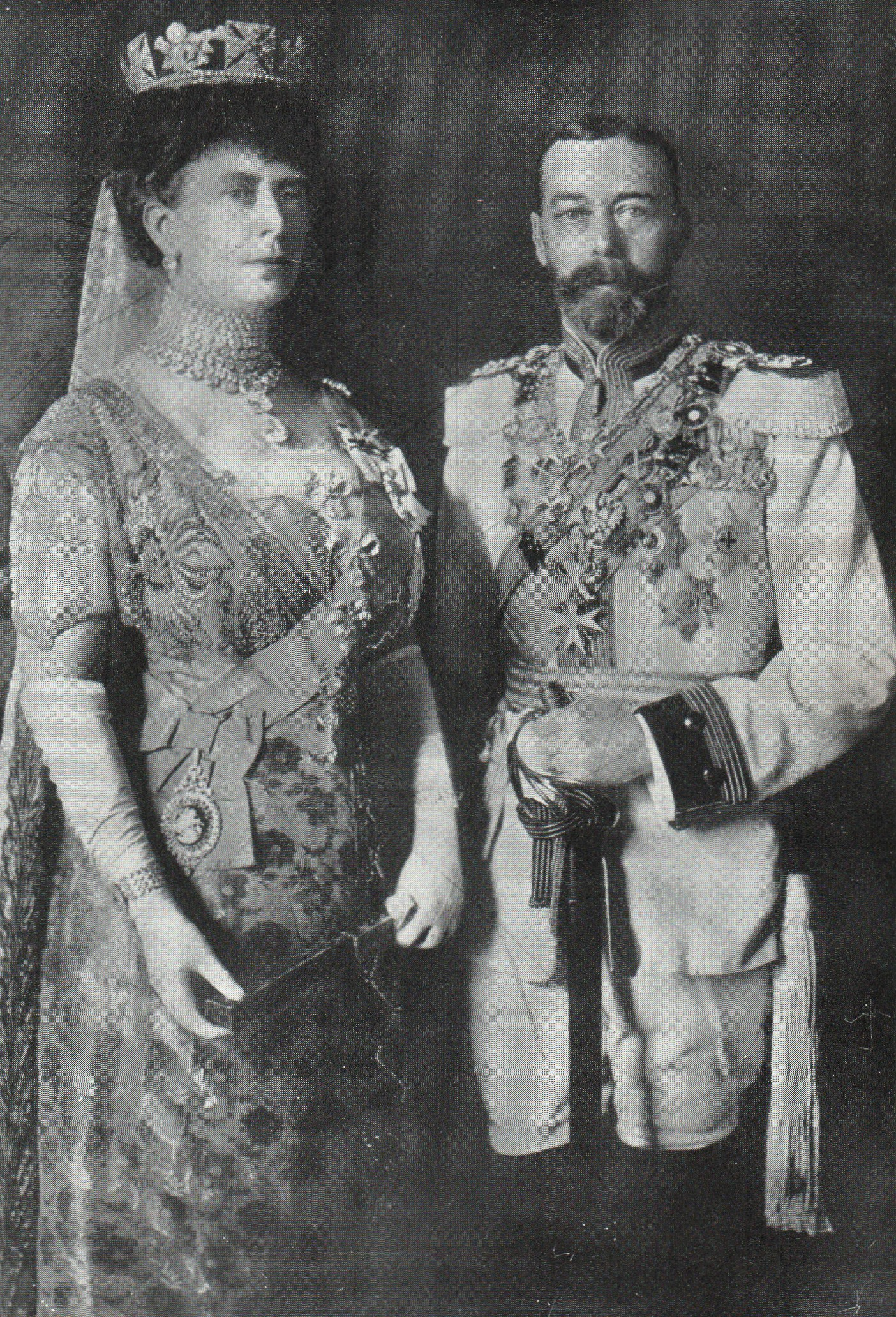
Król Jerzy i królowa Maria, 1913

Podczas służby w Royal Navy Jerzy przez pewien czas stacjonował na Malcie, gdzie jego dowódcą był stryj, książę Edynburga. Jerzy poznał tam i zakochał się w jego córce Marii. Królowa Wiktoria, książę Walii i książę Edynburga zaaprobowali ten związek, ale swój sprzeciw wyraziła matka potencjalnej narzeczonej. Kiedy więc Jerzy oświadczył się Marii, ta pod wpływem matki odmówiła. Została później królową Rumunii.
W 1891 r. Albert, książę Clarence i Avondale, zaręczył się ze swoją kuzynką Marią Teck (zwaną „May”, 26 maja 1867 – 24 marca 1953), córką księcia Franciszka von Teck i Marii Adelajdy, córki Alfreda Hanowerskiego, księcia Cambridge. Książę Clarence zmarł jednak w 1892 r. Księżniczka Maria pozostała kandydatką na żonę dla następcy tronu i królowa Wiktoria przekonała Jerzego, aby ją poślubił. Jerzy zgodził się, wymieniwszy z przyszłą żoną dwa listy.
Ślub odbył się 6 lipca 1893 r. w kaplicy królewskiej w St. James’s Palace. The Times opisywał, że zgromadzeni na ślubie nie byli do końca pewni, kto jest księciem Yorku, a kto carewiczem Mikołajem, gdyż obaj mężczyźni byli bardzo do siebie podobni.
Jerzy znalazł w Marii oddaną i kochającą towarzyszkę życia, wspierającą go w wykonywaniu obowiązków, do których nie był predysponowany. Dobrze wykształcona małżonka nakłoniła Jerzego do kolekcjonowania książek, które czytywali sobie na głos. Lubił polować na głuszce i był zapalonym kolekcjonerem znaczków pocztowych.
Jego biograf Harold Nicolson pisał o nim: Na początku jest łatwo. Jako młody człowiek był wesołym kompanem. Co do starości – to leciwy mądry król. Ale pomiędzy! Jak wyjaśnić, że przez 17 lat nie robił nic innego poza zabijaniem zwierząt i wklejaniem znaczków do albumów? Francuski dyplomata, Gerard de Charbonnières, informuje jednak, że oprócz znaczków król posiadał wcale bogatą kolekcję książek erotycznych.
Jerzy i Maria mieli pięciu synów i córkę:
- Edwarda VIII (23 czerwca 1894 – 28 maja 1972), króla Wielkiej Brytanii
- Jerzego VI (14 grudnia 1895 – 6 lutego 1952), króla Wielkiej Brytanii
- Wiktorię Aleksandrę Alicję Marię (25 kwietnia 1897 – 28 marca 1965), żonę Henry’ego Lascellesa, 6. hrabiego Harewood
- Henryka Wilhelma Fryderyka Alberta (31 marca 1900 – 10 czerwca 1974), księcia Gloucester
- Jerzego Edwarda Aleksandra Edmunda (20 grudnia 1902 – 25 sierpnia 1942), księcia Kentu
- Jana Karola Franciszka (12 lipca 1905 – 18 stycznia 1919)

## Droga do tronu
24 maja 1892 r. królowa Wiktoria mianowała wnuka księciem Yorku, hrabią Inverness i baronem Killarney. Książę i księżna Yorku mieszkali głównie w York Cottage w Sandringham, gdzie prowadzili życie zgodnie z wzorem klasy średniej. Jerzy preferował prostotę i spokój, czym różnił się od swojego ojca.
Para książęca Yorku wypełniała również królewskie obowiązki. W 1901 r. udali się w podróż po Imperium Brytyjskim. Odwiedzili Australię, gdzie książę otworzył pierwszą sesję australijskiego parlamentu. Następnie udali się do Południowej Afryki, Kanady i Nowej Zelandii, gdzie na ich cześć w Auckland otwarto Cornwall Park (Jerzy i Maria byli w tym czasie już księstwem Kornwalii).
Królowa Wiktoria zmarła 22 stycznia 1901 r. i ojciec Jerzego został królem jako Edward VII. Jerzy automatycznie został księciem Kornwalii i księciem Rothesay. 9 listopada 1901 r. ojciec mianował go księciem Walii i hrabią Chester.
Król Edward VII lepiej przygotował syna do rządów, niż on sam został przygotowany przez swoją matkę, która odsuwała go od spraw państwowych. Jerzy czytał państwowe dokumenty, często zasięgając rady żony, która też pisała za niego jego przemówienia. W 1906 r. odbył podróż do Indii, gdzie był zdegustowany dyskryminacją rasową i postulował większy udział Hindusów w rządach.

## Początki panowania

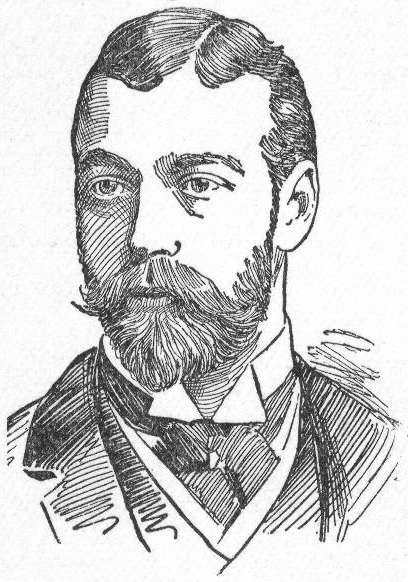
Jerzy jako książę Kornwalii

6 maja 1910 zmarł król Edward VII. Jerzy V przejął koronę jako człowiek o 24 lata młodszy od swojego poprzednika i pod wieloma względami lepiej od niego przygotowany. Zainteresowania Jerzego ograniczały się wyłącznie do spraw brytyjskich i wraz ze swą małżonką dążył do tego, by utożsamić monarchię z potrzebami i pragnieniami zwykłych ludzi. Wizerunek Anglii króla Jerzego odwoływał się do wyidealizowanego stylu życia klasy średniej. W przeciwieństwie do swojego ojca Jerzy osądzał rzeczywistość wedle miar przeszłości i nie znosił przejawów nowoczesności. Był człowiekiem mającym silne poczucie obowiązku, w czym bardzo przypominał swoją babkę, królową Wiktorię.
Nowemu królowi brakowało jednak predyspozycji intelektualnych oraz instynktu politycznego i chociaż miał najlepsze intencje, jego panowanie przyniosło wzrost zamieszania w zakresie stosunków między tronem, rządem a społeczeństwem. W kilka miesięcy po objęciu tronu przez nowego monarchę Lloyd George pisał do swojej żony: „Król to bardzo sympatyczny chłop, jednak, dzięki Bogu, nie ma zbyt wiele w głowie”.

## Koronacja
Uroczystość koronacyjna odbyła się 22 czerwca 1911 roku w opactwie westminsterskim. Ceremonię zarejestrował pierwszą na świecie ręczną kamerą filmową zwaną aeroskopem polski wynalazca Kazimierz Prószyński. Król Jerzy był człowiekiem głęboko wierzącym i sama koronacja nie była dla niego jedynie podniosłą ceremonią, ale także wielkim przeżyciem religijnym. Uważał siebie za władcę wyniesionego poprzez przymierze z Bogiem, związanego przysięgą służby swemu ludowi. Nowy król obiecał służyć swojemu krajowi i poddanym, kierować się prawem i sprawiedliwością oraz zachować religię protestancką i Kościół anglikański.
Obietnica zachowania protestantyzmu była złagodzoną wersją wcześniejszego tekstu zawierającego oskarżenia pod adresem katolicyzmu. Jerzy V nie chciał obrazić katolików mieszkających w Wielkiej Brytanii, zwłaszcza w czasie, kiedy poważnego znaczenia nabrała kwestia autonomii Irlandii. Ponadto król wiedział, że w całej Anglii zarówno obrzędy, jak i nauczanie kościoła stawały się podobne do praktyk i treści właściwych dla Kościoła rzymskiego.

## Małżonkowie
W grudniu 1911 roku król i królowa Maria udali się w podróż do Indii, gdzie mieli odebrać hołd jako cesarz i cesarzowa. Wizyta ta miała dwojakie znaczenie. Przede wszystkim dla Anglii stanowiła potwierdzenie potęgi Imperium oraz lojalności milionów mieszkańców Azji.
W uroczystości uczestniczyło 100 tysięcy mieszkańców, a Jerzy i Maria w nowych koronach, wykonanych specjalnie na tę okazję, zostali usadzeni na wysokim tronie pod złotą kopułą.

## Wojna
Przystępując 4 sierpnia 1914 roku do I wojny światowej Wielka Brytania dążyła do zniszczenia swego głównego rywala – Niemiec oraz zabezpieczenia i poszerzenia wpływów na Bliskim Wschodzie. Spodziewano się, że wojna potrwa krótko i przy pomocy Francuzów i Rosjan Anglia zwycięży w ciągu kilku miesięcy. Większość Brytyjczyków z radością powitała deklarację przystąpienia do wojny. W znacznym stopniu podniesiono wydatki na flotę i armię, rozbudowano bazy morskie, a cały kraj podzielono na okręgi wojskowe.
Podczas wojny odwiedzał brytyjskie bazy morskie, szpitale, obszary objęte bombardowaniami, przeprowadzał inspekcje i spotykał się z tysiącami obywateli. Wprowadził także w pałacu Buckingham takie ograniczenia, jakie odczuwała większość społeczeństwa – racjonowano żywność, wypożyczono konie z królewskich stajni do ciągnięcia ambulansów, a powozy służyły do przewożenia rannych żołnierzy. Również królowa Maria aktywnie włączyła się w organizowanie pomocy społecznej. Odwiedzała szpitale, przeprowadzała inspekcje w salach operacyjnych i rozmawiała z lekarzami oraz pacjentami.
Dwaj synowie króla walczyli na froncie. Pojawiał się tam też sam Jerzy V. Popierał ideę ścisłej współpracy aliantów i jako pierwszy oddał brytyjską armię pod rozkazy marszałka Focha. W 1915 r. król został lekko ranny, gdy w czasie przeglądu wojska jego koń, spłoszony wystrzałami, zrzucił jeźdźca na ziemię. Mam nadzieję, że mój koń nie jest ranny – rzekł król, który sam miał złamaną miednicę.
Premier Lloyd George, który zawsze bezlitośnie podkreślał ograniczone możliwości intelektualne monarchy, powiedział: „Wysoki poziom lojalności i patriotycznych wysiłków, jakie podejmowali obywatele tego kraju, był zasługą postawy i postępowania króla Jerzego oraz uczuć, jakie wzbudzał”. Już od pierwszych dni wojny w Anglii zaczęły pojawiać się nastroje antyniemieckie. Oskarżenia i ataki były kierowane przeciw wszystkiemu, co niemieckie, bądź co kojarzyło się z Niemcami. Z programów szkolnych usuwano literaturę niemiecką, z programów koncertów kompozycje Mozarta i Beethovena, a sklepikarze o niemieckich nazwiskach stali się obiektem napaści ze strony gorliwych chuliganów, występujących pod hasłami patriotyzmu i pod sztandarami ugrupowania noszącego miano Ligi Antyniemieckiej.
Król Jerzy V, pod wpływem swojego premiera, został zmuszony do usunięcia z kaplicy św. Jerzego w Windsorze sztandarów ośmiu kawalerów Orderu Podwiązki, którą ustanowił król Edward III w 1348 roku.
Jerzy uważał za bezmyślne odrzucanie wszystkiego, co niemieckie i dlatego kategorycznie odmówił usunięcia mosiężnych plakietek z imionami kawalerów, które uważał za świadectwo historii. Monarcha twierdził, że istnieją o wiele ważniejsze oznaki patriotyzmu, a takie postępowanie uznał za pogwałcenie minionych dziejów.

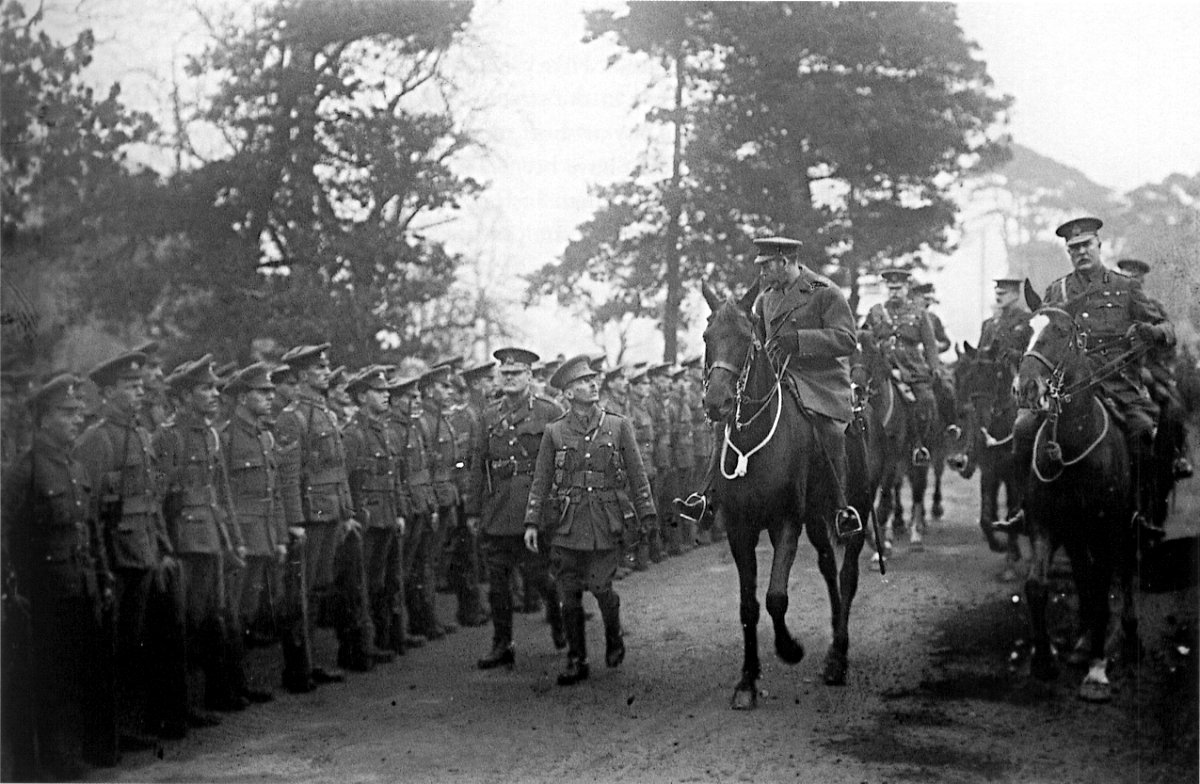
Król Jerzy wizytuje 29 DP, 1915

W miarę przedłużania się wojny pojawiły się poważne zagrożenia dla samej monarchii, czego nie mogła powstrzymać nawet popularność niektórych członków rodziny królewskiej. Król był gotów poświęcić wszystko dla ratowania Korony.

## Kłopoty rodziny królewskiej
W marcu 1917 roku kuzyn Jerzego car Mikołaj II i caryca Aleksandra Fiodorowna zostali zmuszeni do abdykacji z powodu rewolucji lutowej. Zwrócili się do Jerzego z prośbą o zgodę na emigrację dla siebie i swoich dzieci.
Pierwszą reakcją Jerzego było zaoferowanie swojemu kuzynowi azylu w Anglii. Jednak w drugiej połowie marca zmienił zdanie. Lord Stamfordham, osobisty sekretarz króla, doradził, że w takiej sytuacji brytyjska monarchia konstytucyjna zostałaby skojarzona z obcą autokracją, co byłoby dźwignią dla tych wszystkich, którzy w obecnym czasie żądali republiki w Anglii. Król musiał wziąć pod uwagę tę opinię, gdyż właśnie teraz najbardziej bał się silnej niechęci opinii publicznej i osłabienia swojej pozycji. Bał się uchodzić za obrońcę zdetronizowanego monarchy, w chwili gdy zagrożona była jego własna monarchia i rodzina, za którą czuł się odpowiedzialny. Rodzina carska została przewieziona z Carskiego Sioła do Tobolska na Syberii. W kwietniu 1918 roku car z żoną i dziećmi trafili do Jekaterynburga na Uralu i tam 3 miesiące później zostali zamordowani. Pod koniec czerwca 1918 roku Jerzy V napisał w swoim pamiętniku: „To było bezmyślne morderstwo. Byłem przywiązany do Mikołaja, który był najserdeczniejszym z ludzi i prawdziwym dżentelmenem: kochał swój kraj oraz ludzi”.
Coraz więcej poddanych uważało, że niemieckie rodowe nazwisko dynastii, Saxe-Coburg-Gotha (niem. Sachsen-Coburg-Gotha), dowodzi jej proniemieckich nastawień. Do premiera kierowano listy z zapytaniem, jak zamierza wygrać wojnę, skoro sam król jest „Niemcem”. Wówczas zwrócono się do dyrektora Królewskiego Kolegium Heraldycznego o ustalenie właściwego rodowego nazwiska króla Jerzego V. Kiedy akademicy zastanawiali się nad nazwiskiem, król znalazł wyjście z tej sytuacji, uznając, że niezbędny jest publiczny gest solidarności z angielską historią, aby udowodnić narodowi, że jego przodkowie są jednymi z nich. Lord Stamfordham zauważył, że król Edward III często występował jako Edward Windsor. Monarcha darzył wielkim zaufaniem swojego sekretarza, a jego pracę podsumował jednym zdaniem: „To on nauczył mnie być królem”. Uznał, że skojarzenia były zupełnie bezpieczne: zamek – miasto – dynastia i zdecydował, że rodzina królewska będzie nazywała się Windsor.
W połowie lipca 1917 roku Rada Przyboczna zaaprobowała stosowny dekret, który następnego dnia (17 lipca) ukazał się we wszystkich brytyjskich gazetach: „(...) odtąd Dom Nasz i Ród zwać się będzie i winien być znany jako Dom i Ród Windsor; (...) Postanowiliśmy w imieniu Własnym oraz wszystkich naszych potomków i wszystkich pozostałych potomków Naszej Babki Królowej Wiktorii (...) zrezygnować ze wszystkich niemieckich Tytułów i Godności oraz zaprzestać ich stosowania”. Zmiana nazwy dynastii nie wystarczała dla dalszego istnienia monarchii. Król zdawał sobie sprawę z tego, że w obliczu tak trudnych dla narodu chwil nie wolno pominąć niczego, co pomoże w umocnieniu pozycji Korony.
Także Clive Wigram, zastępca prywatnego sekretarza króla, próbował ożywić i umocnić monarchię. Postrzegał on rodzinę królewską jako ważny instrument propagandowy, służący interesom Wielkiej Brytanii. Ponieważ monarchii brakowało skutecznych rzeczników, Wigram uznał, że należy zręcznie wciągnąć prasę do tworzenia pozytywnego wizerunku króla i upowszechnić w społeczeństwie walory i znaczenie monarchii. Jeszcze kilka lat wcześniej Jerzy V nawet nie chciałby o tym słyszeć, gdyż z trudem tolerował prasę i radio. Jednak teraz wiedział, że Wigram ma rację, pomimo iż jego plan może doprowadzić do zmniejszenia dystansu między monarchą a społeczeństwem. Aż do końca panowania króla Clive Wigram był niezmożonym promotorem bezustannego zainteresowania mediów rodziną królewską. Potrafił doskonale wykorzystywać najlepsze cechy rodziny królewskiej, której odtąd podczas oficjalnych wystąpień, przemówień i ceremonii stale towarzyszyły media.

## Królewskie dzieci
Coraz więcej problemów sprawiał starszy syn Jerzego, książę Edward. Z uporem starał się być zwykłym arystokratą i nie izolował się od niższych sfer ze względu na swe urodzenie. Króla irytowało także zbyt długie kawalerstwo syna i jego romanse. Książę zawsze wybierał kobiety, które nie były akceptowane przez jego rodziców – rozwódki, mężatki. Wiedział, że jeśli obdarzy względami dziewczynę, która mogłaby bez przeszkód zostać księżną Walii, a następnie królową, przyspieszyłoby to tylko ujawnienie tajemnicy o jego bezpłodności, cechy niepożądanej u księcia Walii. Poza tym Edward niechętnie widział siebie w roli monarchy. Król był rozgoryczony postępowaniem syna, zwłaszcza w obliczu upadku monarchii europejskich.
Młodszy syn Jerzego, Albert, wraz ze swą małżonką – lady Elżbietą Bowes-Lyon wszystkimi swoimi poczynaniami urzeczywistnili wymarzoną przez króla wizję rodziny królewskiej. Ich ślub odbył się 26 kwietnia 1923 roku w Westminster Abbey. Elżbieta była pierwszą kobietą nie pochodzącą z królewskiego rodu, która poślubiła członka brytyjskiej rodziny panującej. Bardzo szybko podbiła serca prasy, publiczności, a przede wszystkim samego monarchy. Jerzy doceniał jej poświęcenie i oddanie dla Alberta. Księstwo Yorku cieszyli się nieskazitelną reputacją wśród całego społeczeństwa. Obaj synowie skarżyli się na silną nerwicę, najpewniej spowodowaną wybuchowym charakterem ojca.

## Problemy kraju
Król w głębi duszy był konserwatystą, chociaż starał się to ukrywać, zachowując bezstronność w polityce wewnętrznej. W 1924 r. wybory wygrała Partia Pracy i premierem został socjalista Ramsay MacDonald. Na uroczystość jego nominacji król wybrał się w czerwonym krawacie, czym wzbudził poklask opinii publicznej. W 1932 r. za radą królowej wygłosił przemówienie na falach BBC.
W 1926 roku Anglia znajdowała się w fatalnym położeniu gospodarczym i społecznym. Rozpoczęły się masowe demonstracje, a 4 maja wszystkie związki zawodowe ogłosiły przerwanie pracy. W tej sytuacji król naciskał na swojego premiera, aby ten nie rezygnował z pojednawczego tonu wobec robotników, a także nie zakazywał bankom udzielania pożyczek związkom zawodowym. Jerzy V uważał, że nie należy osądzać tych ludzi, zanim samemu nie spróbuje się żyć z ich nędznych zarobków. Wiadomo także, że monarcha prywatnie przekazał pewne sumy na rzecz funduszu zapomogowego górników.
Jerzy bardzo dotkliwie odczuwał fakt, że nie może w istotniejszy sposób wpłynąć na zmianę sytuacji. Nigdy wcześniej nie czuł się równie bezsilny jako król wszystkich Brytyjczyków. Zachowując bezstronne stanowisko, monarcha złożył wiele niezapowiedzianych wizyt w ubogich domach East Endu, Liverpoolu i Manchesteru. Choć nie mógł zrobić więcej prócz wyrażania współczucia, czynił to z prawdziwą sympatią i w sposób godny podziwu.
Na początku 1930 roku Anglia znalazła się pod wpływem światowego kryzysu, który szczególnie odbił się na produkcji i handlu. Spadł poziom brytyjskiego eksportu, a prawie 3 miliony ludzi nie miało pracy. W celu wyjścia z kryzysu gospodarczego rząd redukował wysokość zasiłków dla robotników, zwiększał podatki i zabiegał o pożyczki w Stanach Zjednoczonych.
W 1931 roku w wyniku ciężkiej sytuacji gospodarczej doszło do podziału laburzystowskiego rządu MacDonalda. Przeciw dalszym redukcjom zasiłków dla bezrobotnych opowiadali się już nie tylko robotnicy, ale i niektórzy członkowie rządu. Premier postanowił podać się do dymisji. W tej sytuacji Jerzy V poprosił o spotkanie liderów partii opozycyjnych. Herbert Samuel radził, aby MacDonald pozostał na czele rządu i kontynuował program gospodarczy. Jeżeli nie udałoby się tego dokonać, to najlepszą alternatywą dla premiera byłby Rząd Narodowy, składający się z trzech partii. Jeszcze tego dnia Baldwin udzielił takiej samej rady i wyraził zgodę na działanie pod rządami MacDonalda. Król uważał, że premier jest jedyną osobą, która mogłaby poprowadzić kraj i był zdecydowany na utworzenie Rządu Narodowego.
Zaczęto oskarżać Jerzego V o stronniczość i nie rozumiano, dlaczego nie konsultował się z większością partii laburzystowskiej, tylko dawał pierwszeństwo koncepcji koalicji. Tak naprawdę król postępował zgodnie z konstytucją. Dopóki MacDonald pozostawał legalnie wybranym premierem, Jerzy nie mógł konsultować się z innymi siłami politycznymi bez mandatu z jego strony. Konieczne było szybkie działanie, gdyż rezerwy skarbowe państwa kończyły się, a zagraniczni inwestorzy tracili zaufanie do brytyjskiej gospodarki, natomiast prezes Banku Anglii otwarcie przyznawał, że krajowi grozi bankructwo. Także jeden z dyrektorów poinformował monarchę, że nowojorscy bankierzy udzielą Anglikom pożyczki, ale pod warunkiem obcięcia 10% z zasiłków dla bezrobotnych. Rząd odrzucił jednak tę propozycję.
Premier MacDonald spotkał się następnego dnia z Baldwinem oraz Samuelem na audiencji u króla i poinformował ich, że nadal chce zrezygnować ze swojego stanowiska. Jerzy znów odmówił przyjęcia rezygnacji i poradził, że lepiej będzie, jeżeli pozostanie na swoim urzędzie. Uważał, że to wzmocni jego pozycję, a odejście może ją jedynie osłabić. Monarcha poprosił liderów trzech partii, aby spróbowali się porozumieć dla dobra państwa, po czym pozostawił ich samych. Po godzinie Jerzy powrócił, a liderzy partii przedstawili mu projekt Rządu Narodowego, na którego czele miał stanąć MacDonald. Pomimo poparcia konserwatystów i liberałów koalicja ta miała istnieć tylko do zakończenia kryzysu gospodarczego w kraju. Następnie zwołano by wybory powszechne, w których te trzy partie walczyłyby o indywidualne zwycięstwo.
Bez inicjatywy króla nie doszłoby do utworzenia Rządu Narodowego. Wielkim jego osiągnięciem było doprowadzenie do spotkania trzech partii, które zrezygnowały z rywalizacji i połączyły swe siły w walce o dobro kraju. Jerzy V wiedział doskonale, że musi działać bez zwłoki, gdyż nie ma czasu na przyjęcie rezygnacji szefa rządu i przeprowadzenie nowych wyborów powszechnych.
W skład Rządu Narodowego wszedł szereg uzdolnionych polityków, dzięki którym angielska gospodarka zaczęła przezwyciężać trudności. Dzięki trafnemu posunięciu króla Anglia uniknęła anarchii i politycznego chaosu.

## Jerzy V jako symbol

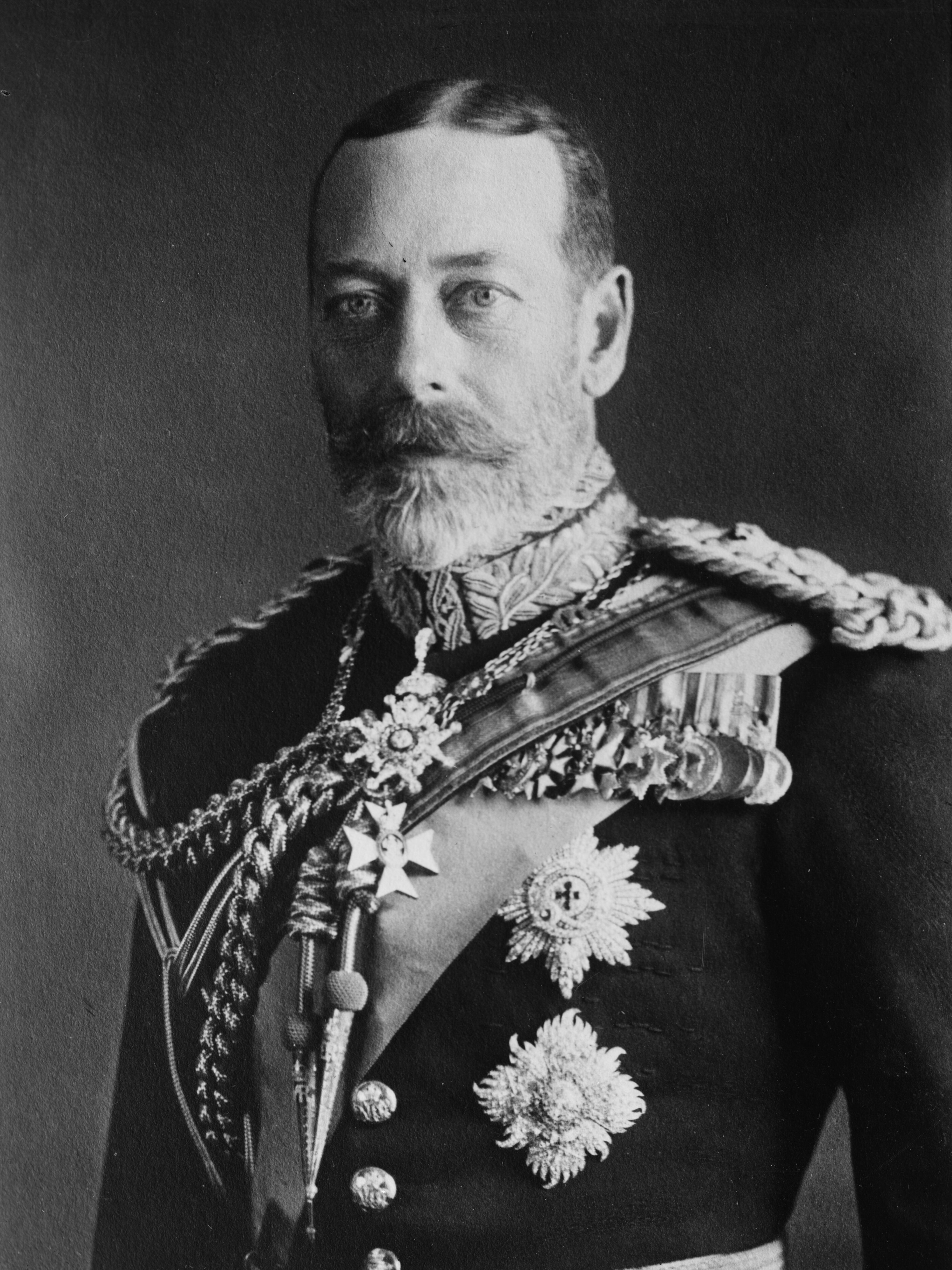
Jerzy V, 1923

Pomimo nadal ciężkiej sytuacji gospodarczej 6 maja 1935 roku obchodzono srebrny jubileusz panowania króla Jerzego V, na który zjechały setki tysięcy ludzi. W udekorowanym Londynie przez cały tydzień trwały parady i występy na cześć króla. Wszędzie widniały transparenty narodu głoszące oddanie, lojalność i uwielbienie dla swego wzruszonego władcy: „Nigdy nie zdawałem sobie sprawy z tego, że oni czują coś takiego”.
Jerzy V reprezentował w ich pojęciu tradycję, był dla nich wzorcem przyzwoitości i odwagi, czego dowiódł tak usilnie walcząc o przetrwanie monarchii. Jubileusz mógł być tylko przedstawieniem i chęcią dania ludziom nieco radości, pokazał jednak, że naród potrafi utożsamić się z jego bohaterami i jest im całkowicie oddany.
Sam król nie spodziewał się takiego uwielbienia, które było potwierdzeniem słuszności jego postawy i decyzji podejmowanych w ciągu dwudziestu pięciu lat panowania: „Jak mogę wyrazić to, co czuję w moim sercu? (...) Mogę tylko powiedzieć wam, moi drodzy, że królowa i ja dziękujemy wam z głębi naszych serc za waszą lojalność. (...) Raz jeszcze oddaję się w służbę mojego narodu do końca moich dni, jakie będą mi dane (...)”.

## Kłopoty ze zdrowiem i śmierć
W styczniu 1936 lekarze byli poważnie zaniepokojeni stale pogarszającym się stanem zdrowia króla. Uznano za konieczne zwołanie Tajnej Rady w celu podpisania przez monarchę zgody na powołanie Rady Państwa sprawującej władzę w jego imieniu podczas choroby. W jej skład weszli: królowa Maria, książę Walii Edward, książę Gloucester Henryk i książę Kentu Jerzy. 19 stycznia 1936 król złożył podpis na stosownym dokumencie i wiedział, że jest to już jego ostatnie spotkanie z ministrami.
20 stycznia 1936 Jerzy V zapadł w stan śpiączki, a lord Dawson, jego osobisty lekarz, podał oficjalny komunikat do BBC, że „życie króla spokojnie zmierza ku swemu zakończeniu”. Królowa Maria zdecydowała, że nie ma sensu przedłużać życia jej męża w sytuacji, gdy jego zgon jest już tylko kwestią czasu. Przez 50 lat pełna relacja o śmierci króla, czyli dokonaniu eutanazji, była skrywana, aż do chwili udostępnienia badaczom całości zapisków Dawsona: Około godziny 23 stało się rzeczą oczywistą, że końcowa faza agonii może trwać kilka godzin. (...) Postanowiłem zatem wyznaczyć moment końca i podałem (osobiście) ¾ g morfiny, a nieco później 1 g kokainy do nabrzmiałej żyły szyjnej. (...) Przerwy między oddechami wydłużały się i życie odeszło tak spokojnie i niepostrzeżenie, że trudno było powiedzieć, w którym momencie to się stało.
Na rzecz zapisu historycznego przyjęto, że król Jerzy V zmarł 20 stycznia 1936 o godz. 23:55. Ciało monarchy zostało wystawione w Westminsterze, gdzie w przeciągu zaledwie czterech dni hołd przed trumną złożyło blisko 800 tys. poddanych.

## Odznaczenia
Brytyjskie
- Suweren Orderu Podwiązki (od 1910, odzn. 1884)
- Suweren Orderu Ostu (od 1910, odzn. 1893)
- Suweren Orderu św. Patryka (od 1910, odzn. 1897)
- Suweren Orderu Łaźni (od 1910)
- Suweren Orderu św. Michała i św. Jerzego (1905-1917, odzn. 1901)
- Suweren Orderu Imperium Brytyjskiego (od 1917)
- Suweren Królewskiego Orderu Wiktoriańskiego i Alberta (od 1910)
- Suweren Orderu Wiktoriańskiego (od 1917, odzn. 1897)
- Suweren Łańcucha Wiktoriańskiego (od 1910, odzn. 1901)
- Suweren Orderu Towarzyszów Honoru (od 1917)
- Suweren Orderu Zasługi (od 1910)
- Suweren Orderów Domu Panującego (od 1910)
- Suweren Orderu św. Jana Jerozolimskiego (od 1926, odzn. 1888)
- Suweren Orderu Służby dla Cesarstwa (od 1910, odzn. 1903)
- Suweren Orderu Służby Wybitnej (od 1910)
- Suweren Orderu Cesarstwa Indyjskiego (od 1910, odzn. 1905)
- Suweren Orderu Gwiazdy Indii (od 1910, odzn. 1905)
- Suweren Orderu Korony Indii (od 1910)
- Suweren Orderu Indii Brytyjskich (od 1910)
- Suweren Orderu Indyjskiego Zasługi (od 1910)

Zagraniczne
- 1865: Order Ernestyński I kl. (Koburg)
- 1882: Order Zbawiciela I kl. (Grecja)
- 1918: Order Jerzego I I kl. (Grecja)
- 1885: Order Słonia (Dania)
- 1914: Order Danebroga I kl. (Dania)
- 1886: Order Osmana I kl. (Turcja)
- 1886: Order Medżydów I kl. (Turcja)
- 1912: Order Imtiyaz (Turcja)
- 1912: Order Domowy Osmanów (Turcja)
- 1886: Order Chrystusa I kl. (Portugalia)
- 1886: Wstęga Dwóch Orderów (Portugalia)[10]
- 1910: Wstęga Trzech Orderów (Portugalia)
- 1934: Order Imperium I kl. (Portugalia)[11]
- 1886: Order św. Andrzeja Apostoła (Rosja)
- 1886: Order św. Aleksandra Newskiego (Rosja)
- 1886: Order Orła Białego (Rosja)
- 1886: Order Świętej Anny I kl. (Rosja)
- 1886: Order św. Stanisława I kl. (Rosja)
- 1890: Order Orła Czarnego (Prusy)
- 1890: Order Orła Czerwonego I kl. (Prusy)
- 1912: Order Orła Czarnego z łańcuchem (Prusy)
- 1913: Order Królewski Hohenzollernów I kl. (Prusy)
- 1891: Order Annuncjaty (Włochy)
- 1891: Order śś. Maurycego i Łazarza I kl. (Włochy)
- 1816: Order Sabaudzki Wojskowy I kl. (Włochy)
- 1893: Order Złotego Runa (Hiszpania)
- 1906: Order Karola III I kl. z łańcuchem (Hiszpania)
- 1893: Order Korony Rucianej (Saksonia)
- 1897: Order Domowy Chakri (Syjam)
- 1902: Order Świętego Stefana I kl. (Austro-Węgry)
- 1903: Order Domowy Nassauski Lwa Złotego (Luksemburg)
- 1903: Order Korony Wendyjskiej I kl. (Meklemburgia-Strelitz)
- 1903: Order Legii Honorowej I kl. (Francja)
- 1905: Order Serafinów (Szwecja)
- 1906: Order Świętego Olafa I kl. z łańcuchem (Norwegia)
- 1910: Order św. Aleksandra I kl. z łańcuchem (Bułgaria)
- 1910: Order Karola I (Rumunia)
- 1912: Order Karola I z łańcuchem (Rumunia)
- 1911: Order św. Huberta z brylantami (Bawaria)
- 1911: Order Korony Rucianej (Saksonia)
- 1911: Order Lwa Niderlandzkiego I kl. (Holandia)
- 1911: Order Chryzantemy z łańcuchem (Japonia)
- 1911: Order Najświętszy (Persja)
- 1919: Order Najświętszy I kl. (Persja)
- 1911: Order Pieczęci Salomona z łańcuchem (Etiopia)
- 1932: Order Salomona z łańcuchem (Etiopia)
- 1914: Order Leopolda I kl. wojskowy (Belgia)
- 1925: Order Krzyża Wolności I kl. 1. kat. (Estonia)[12]
- 1927: Order Dwóch Rzek I kl. (Irak)
- 1933: Order Haszymitów (Irak)
- 1927: Order Mohameda Alego z łańcuchem (Egipt)
- 1928: Order Wielkiego Słońca z łańcuchem (Afganistan)
- 1934: Order Ojaswi Rajanya (Nepal)
- 1935: Order św. Agaty I kl. (San Marino)

## Genealogia
| Prapradziadkowie                            | Emil z Saksonii-Gothy-Altenburga (1772-1822) ∞1797 Luiza Karolina Mecklenburg-Schwerin (1779-1801)   | Franciszek z Saksonii-Coburga-Saalfeld (1750-1806) ∞1777 Augusta Reuss-Ebersdorf (1757-1831)         | Franciszek z Saksonii-Coburga-Saalfeld (1750-1806) ∞1777 Augusta Reuss-Ebersdorf (1757-1831)      | Król Wielkiej Brytanii Jerzy III Hanowerski (1738-1820) ∞1761 Charlotta Mecklenburg-Strelitz (1744-1818) | Fryderyk Karol Schleswig-Holstein-Sonderburg-Beck (1757-1816) ∞1780 Fryderyka Amalia Schlieben (1757-1827)           | Luiza Oldenburg (1750-1831) ∞1766 Karol Hessen-Kassel (1744-1836) ∞1766                                              | Fryderyk Hessen-Kassel (1747-1837) ∞1786 Karolina Polyxena Nassau-Usingen (1762-1823)  | Fryderyk Oldenburg (1753-1805) ∞1774 Zofia Mecklenburg-Schwerin (1758-1794)            |                                                                       |                                                                       |
| Pradziadkowie                               | Ludwika z Saksonii-Gothy-Altenburga (1800-1831) ∞ 1817 Ernest I z Saksonii-Coburga-Gothy (1784-1844) | Ludwika z Saksonii-Gothy-Altenburga (1800-1831) ∞ 1817 Ernest I z Saksonii-Coburga-Gothy (1784-1844) | Wiktoria z Saksonii-Coburga-Saalfeld (1787-1861) ∞1818 Edward August Hanowerski (1767-1820)       | Wiktoria z Saksonii-Coburga-Saalfeld (1787-1861) ∞1818 Edward August Hanowerski (1767-1820)              | Fryderyk Wilhelm Schleswig-Holstein-Sonderburg-Glücksburg (1785-1831) ∞1810 Luiza Karolina Hessen-Kassel (1789-1867) | Fryderyk Wilhelm Schleswig-Holstein-Sonderburg-Glücksburg (1785-1831) ∞1810 Luiza Karolina Hessen-Kassel (1789-1867) | Wilhelm Heski (1787-1867) ∞1810 Luiza Charlotta Oldenburg (1789-1864)                  | Wilhelm Heski (1787-1867) ∞1810 Luiza Charlotta Oldenburg (1789-1864)                  | Wilhelm Heski (1787-1867) ∞1810 Luiza Charlotta Oldenburg (1789-1864) | Wilhelm Heski (1787-1867) ∞1810 Luiza Charlotta Oldenburg (1789-1864) |
| Dziadkowie                                  | Albert z Saksonii-Coburga-Gothy (1819-1861) ∞ 1840 Królowa Wielkiej Brytanii Wiktoria (1819-1901)    | Albert z Saksonii-Coburga-Gothy (1819-1861) ∞ 1840 Królowa Wielkiej Brytanii Wiktoria (1819-1901)    | Albert z Saksonii-Coburga-Gothy (1819-1861) ∞ 1840 Królowa Wielkiej Brytanii Wiktoria (1819-1901) | Albert z Saksonii-Coburga-Gothy (1819-1861) ∞ 1840 Królowa Wielkiej Brytanii Wiktoria (1819-1901)        | Król Danii Chrystian IX Glücksburg (1818-1906) ∞ 1842 Luiza z Hesji-Kassel (1817-1898)                               | Król Danii Chrystian IX Glücksburg (1818-1906) ∞ 1842 Luiza z Hesji-Kassel (1817-1898)                               | Król Danii Chrystian IX Glücksburg (1818-1906) ∞ 1842 Luiza z Hesji-Kassel (1817-1898) | Król Danii Chrystian IX Glücksburg (1818-1906) ∞ 1842 Luiza z Hesji-Kassel (1817-1898) |                                                                       |                                                                       |
| Rodzice                                     | Król Wielkiej Brytanii Edward VII (1841–1910) ∞ 1863 Aleksandra Glücksburg (1844-1925)               | Król Wielkiej Brytanii Edward VII (1841–1910) ∞ 1863 Aleksandra Glücksburg (1844-1925)               | Król Wielkiej Brytanii Edward VII (1841–1910) ∞ 1863 Aleksandra Glücksburg (1844-1925)            | Król Wielkiej Brytanii Edward VII (1841–1910) ∞ 1863 Aleksandra Glücksburg (1844-1925)                   | Król Wielkiej Brytanii Edward VII (1841–1910) ∞ 1863 Aleksandra Glücksburg (1844-1925)                               | Król Wielkiej Brytanii Edward VII (1841–1910) ∞ 1863 Aleksandra Glücksburg (1844-1925)                               | Król Wielkiej Brytanii Edward VII (1841–1910) ∞ 1863 Aleksandra Glücksburg (1844-1925) | Król Wielkiej Brytanii Edward VII (1841–1910) ∞ 1863 Aleksandra Glücksburg (1844-1925) |                                                                       |                                                                       |
| Jerzy V (1865-1936), Król Wielkiej Brytanii | | |                                                                                                   | | | |                                                                                        |                                                                                        |                                                                       |                                                                       |